# Mongolie aux Jeux olympiques d'hiver de 2014
La Mongolie participe aux Jeux olympiques d'hiver de 2014 à Sotchi en Russie du 7 au 23 février 2014. Il s'agit de sa treizième participation à des Jeux d'hiver.

## Ski de fond
La Mongolie a obtenu les places suivantes :
- Compétitions masculines: 1 place
- Compétitions féminines: 1 place

### Distance
Hommes
| Athlète         | Épreuve         | Classique | Classique | Libre | Libre | Total         | Total         | Total |
| Athlète         | Épreuve         | Temps     | Rang      | Temps | Rang  | Temps         | Écart         | Rang  |
| --------------- | --------------- | --------- | --------- | ----- | ----- | ------------- | ------------- | ----- |
| Byambadorj Bold | 15 km classique | NC        | NC        | NC    | NC    | 48 min 29 s 6 | +9 min 59 s 9 | 80e   |

Femmes
| Athlète              | Épreuve         | Classique | Classique | Libre | Libre | Total         | Total          | Total |
| Athlète              | Épreuve         | Temps     | Rang      | Temps | Rang  | Temps         | Écart          | Rang  |
| -------------------- | --------------- | --------- | --------- | ----- | ----- | ------------- | -------------- | ----- |
| Otgontsetseg Chinbat | 10 km classique | NC        | NC        | NC    | NC    | 38 min 43 s 1 | +10 min 25 s 3 | 70e   |